# João Gomes Ferreira Veloso

Brasão de João Gomes Ferreira Velloso, Barão de Vila do Conde.

João Gomes Ferreira Velloso, barão de Vila do Conde (Bahia, 1831 — 1901), foi um doutor em direito e fazendeiro brasileiro.
Formado pela Faculdade de Direito do Recife, foi proprietário e fazendeiro na Bahia e cavaleiro da Imperial Ordem da Rosa.
Casou-se com Maria Augusta Ribeiro da Cunha Veloso.
Foi agraciado barão por decreto de 18 de outubro de 1871.